# Clara Novello
Pour les articles homonymes, voir Novello (homonymie).

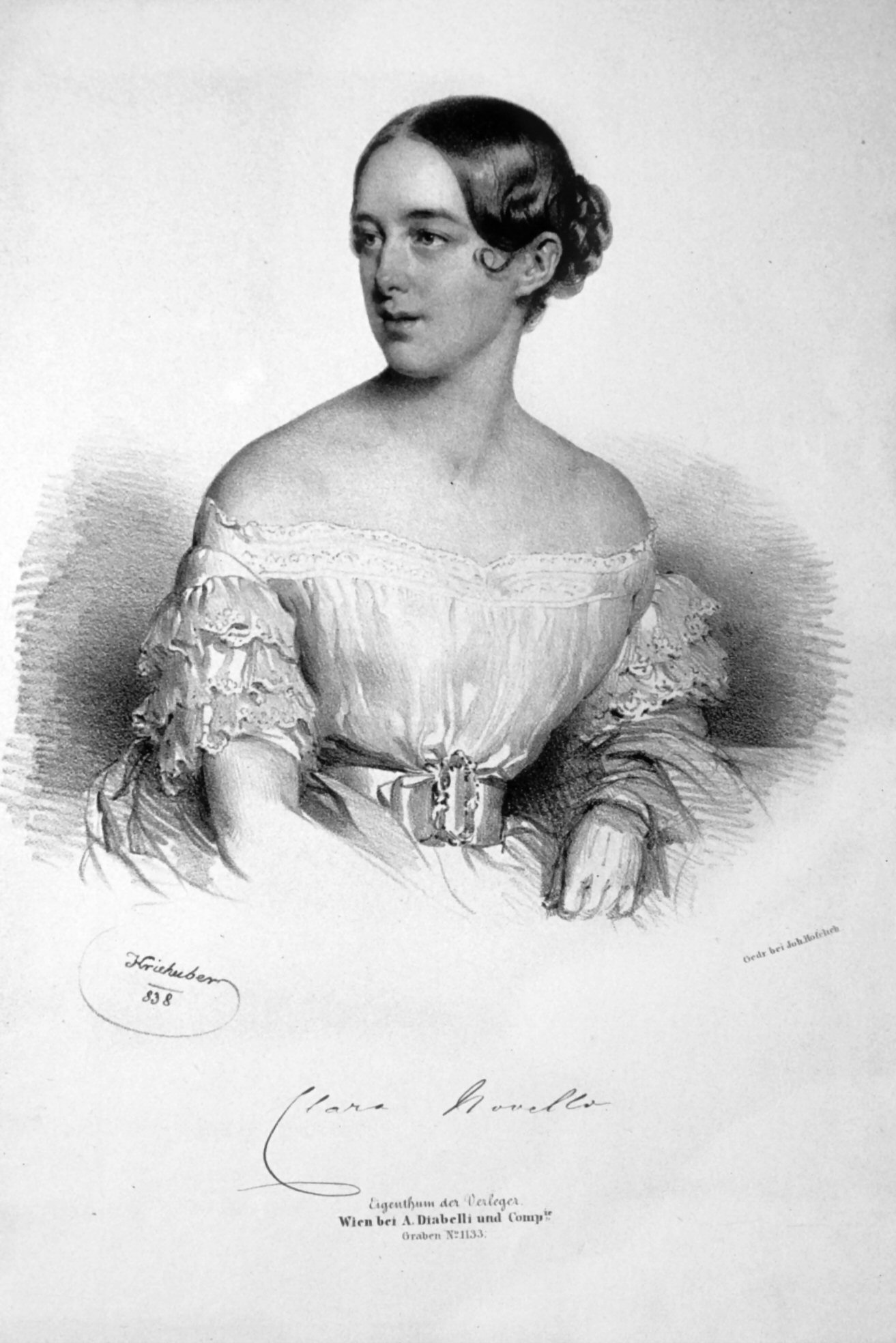
Clara Novello, Lithographie par Josef Kriehuber, 1838

Clara Anastasia Novello (10 juin 1818 - 12 avril 1908) est une célèbre soprano, la quatrième fille de Vincent Novello, musicien et éditeur de musique, et son épouse, Marie Sabilla Hehl. Son style épuré fait d'elle l'une des plus grandes voix de l'opéra. Elle apparaît sur scène à partir de 1833. En 1843, elle épouse le Comte Gigliucci, et se retire en 1861. Charles Lamb lui a écrit un poème À Clara N.

## Biographie
Clara Novello naît à Oxford Street, à Londres, le 10 juin 1818. Elle est la quatrième fille de Vincent Novello et Marie Sabilla Hehl. Mary Cowden Clarke (en) est sa sœur aînée. Clara passe son enfance à York, sous la direction de la chanteuse Miss Hill, et de John Robinson, organiste de la chapelle catholique. Son talent est révélé lorsqu'un dimanche de Pâques, Miss Hill étant subitement indisposée, Clara offre et réussit de chanter tous ses solos de mémoires. En 1829, elle devient une élève de l'Institution royale de musique classique et religieuse dirigée par Alexandre-Étienne Choron à Paris dont elle a toujours loué la formation. Elle y a beaucoup chanté la musique de Palestrina et Clara attribue son parfait sostenuto d'avoir chanté des motets, et d'avoir été obligée de tenir les suspensions. L'institution décline après la révolution de 1830, et Clara, qui a eu des expériences désagréables des combats, retourne en Angleterre
Le 22 octobre 1832, âgé de 14 ans, elle fait sa première apparition publique, lors d'un concert à Windsor, avec grand succès ; et, en décembre, elle chante la pièce de soprano dans Missa Solennis de Beethoven. Elle est bientôt parmi les premiers chanteurs du moment à  être engagée pour l'ensemble de la série de concerts classiques aux Philharmonic Concerts, et au Three Choirs Festival. Elle chante dans un sextuor dirigé par Giulia Grisi, à la commémoration de Haendel en juin 1834 ; Richard Edgcumbe l'a décrite comme « a very young girl with a clear good voice. » L'ami de son père, Charles Lamb, bien que pas très musicologue, écrit les lignes de  "À Clara N.", publié dans l'Athenæum le 26 juillet 1834.
Elle est sans rivale après le départ à la retraite de Catherine Stephens, en 1835, et chante les pièces de soprano de tous les concerts anglais importants. La musique de Haendel est particulièrement adaptée à son style. Au Manchester Festival en septembre 1836, elle reçoit beaucoup de conseils utiles de Maria Malibran mourante.
En 1837, Felix Mendelssohn l'invite aux concerts du Gewandhaus de Leipzig, où elle apparaît le 2 novembre 1837, et plusieurs fois plus tard. Elle y est bien reçue, et réussit à faire apprécier les solos de Haendel à l'auditoire allemand. Schumann déclare que rien, pendant les années passées, ne lui avait donné autant de plaisir que la voix de Miss Novello, « chaque note clairement définie comme sur le clavier ». Mendelssohn écrit que Clara Novello et Mme Shaw, qui lui succède l'hiver suivant, « sont les meilleurs chanteuses de  concert que nous avons entendu en Allemagne depuis longtemps. » Elle chante aussi à Berlin, Dresde, Prague, Vienne et Munich. Pendant que Rossini visite Bologne, il lui est conseillé d'étudier l'opéra pendant une année, elle prend donc des leçons avec Micheroux à Milan.

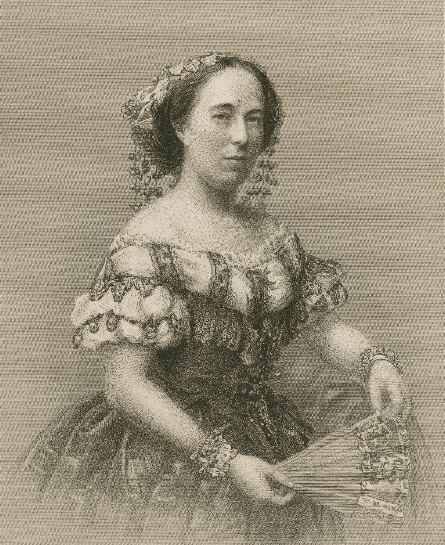
Reprographie de 1863 d'un portrait de Clara Novello

En 1839, elle fait une fois de plus une tournée de concerts, les voyages sur le Rhin à Düsseldorf, à travers le Nord de l'Allemagne à Berlin, et, de là, à Saint-Pétersbourg. Sa première apparition sur la scène a lieu à Padoue dans Semiramide de Rossini le 6 juillet 1841. Elle obtient des succès à Rome, Gênes, et d'autres grandes villes italiennes ;
Rossini l'envoie spécialement chanter la pièce de soprano de son Stabat Mater qu'il vient tout juste de terminer, lors de sa création à l'Archiginnasio de Bologne, en mars 1842, elle chante aux côtés de la basse Pompeo Belgiojoso, du ténor russe Nicolaï Ivanov et d'une mezzo-soprano amateur, Clementina degli Antonj et à laquelle assiste Giuseppe Verdi.
En raison de la mauvaise gestion des agents, elle est annoncée à deux endroits à Rome et Gênes – pendant le carnaval de 1843 ; les autorités romaines lui refusent l'autorisation de quitter le territoire et la placent en détention à Fermo. Sur appel en tant que sujet Britannique de Lord Aberdeen, puis du secrétaire anglais des affaires étrangères, l'affaire est arrangée. Le comte Gigliucci, gouverneur de Fermo, tombe amoureux de sa prisonnière; elle accepte de l'épouser dès que ses activités professionnelles le permettront. Lors de sa dernière apparition à Rome, elle est rappelée vingt-neuf fois; il y avait une certaine agitation à Gênes. En mars, elle retourne en Angleterre, et apparaît dans un opéra anglais à Drury Lane ; également dans Acis et Galatée de Handel à la sainte Harmonique de la Société et d'autres concerts. Le 22 novembre, elle se marie avec le comte Gaspare del Gigliucci à l'église de la paroisse de Paddington, et se retire avec lui en Italie.
Pendant les troubles de 1848, leurs biens sont confisqués, et la comtesse se résout à reprendre ses apparitions publiques.
En 1850, elle chante à l'opéra à Rome ; puis, à Lisbonne, et le 18 juillet 1851 elle apparaît à Londres, pour chanter le Messie de Haendel à Exeter Hall. Les embellissements apportés reçoivent une certaine désapprobation, bien que sa voix ait gagné en force, et n'ait rien perdu de sa beauté. Elle prend la place de leader des concerts de soprano anglais, n'apparaissant qu'une seule fois à nouveau en l'Angleterre à l'opéra, dans I Puritani à Drury Lane, le 5 juillet 1853. À Milan, elle chante à l'opéra au cours de la période des carnavals de 1854-1856.
Le jour du nouvel An 1856, avec Sims Reeves, Willoughby Weiss et Lewis Thomas, elle donne une représentation de l'opéra Joseph de Méhul, avec livret édulcoré, au château de Windsor. À la clôture de la saison 1856, pendant la seconde quinzaine de juillet, elle participe à plusieurs grands concerts dans la nouvelle salle des Jardins royaux de Surrey (en), où se produisent avec elle Mmes Marietta Alboni, Gassier, Charlotte Sainton-Dolby, Hermine Küchenmeister-Rudersdorf, Arabella Goddard, ainsi que Sims Reeves, Bazzini, Piatti, Sivori, Bottesini. Sims Reeves, Willoughby Weiss, et Charlotte Sainton-Dolby interprètent la première de la cantate The May Queen de William Sterndale Bennett à la création du festival de Leeds en 1858.
En Angleterre, son chant est considéré comme l'incarnation de la meilleure tradition de l'« Handelian style »; comme Mara et Angelica Catalani avant, et Helen Lemmens-Sherrington après, elle a été spécialement distinguée dans sa traduction de Je sais que mon Rédempteur est vivant, ayant chanté le début de la phrase dans un souffle. À l'ouverture du Crystal Palace, le 10 juin 1854, « son chant, entendu à distance par les personnes arrivant au bâtiment », semble plus grandiose que jamais, sans doute la plus belle révélation de ses pouvoirs est celle du Festival Haendel en juin 1859. Elle prend sa retraite. Après avoir chanté le 'Messie' de Haendel au Crystal Palace, elle fait sa dernière apparition lors d'un concert-bénéfice à la Salle Saint-Jacques (en), le 21 novembre 1860, la touche finale étant l'Hymne national.

## Retraite
Durant sa retraite, elle vit avec son mari à Rome et Fermo. Il meurt le 29 mars 1893 et elle, à l'âge de 89 ans, le 12 avril 1908, à Rome, laissant une fille, Valeria.

## Influence
La chanteuse galloise Clara Novello Davies prend le nom de Clara Novello, et son propre fils Ivor également.